# Брайън Олдис
Брайън Уилсън Олдис (на английски: Brian Wilson Aldiss) е английски писател и издател на антологии.
Известен е със своите научнофантастични романи и разкази. Сценарият на американския филм „Изкуствен интелект“ (2001) е създаден по неговия разказ Super-Toys Last All Summer Long (1969).
Носител е на Ордена на Британската империя и литературните награди „Хюго“ (2 пъти), „Хюго“, „Джон Кампбел“. Включен е в Залата на славата на научната фантастика в Сиатъл.

### The Horatio Stubbs Saga
1. The Hand-Reared Boy (1970)
2. A Soldier Erect (1971)
3. A Rude Awakening (1978)

### Squire Quartet
1. Life in the West 1980
2. Forgotten Life (1988)
3. Remembrance Day (1993)
4. Somewhere East of Life (1994)

### Хеликония (Helliconia)
1. Helliconia Spring (1982)
Хеликония: Пролет, изд.: „Лира Принт“ (1995). прев.: Мария Донева. (ISBN 954-8610-03-5)[1]
2. Helliconia Summer (1983)
Хеликония: Лято, изд.: „Лира Принт“ (1996), прев.: Владимир Зарков. (ISBN 954-8610-04-3)[2]
3. Helliconia Winter (1985)
Хеликония: Зима, изд.: „Лира Принт“1996, прев.: Владимир Зарков. (ISBN 954-8610-05-1)[3]

### Самостоятелни романи
- The Brightfount Diaries (1955)
- Non-Stop (1958)
Краят на мрака, изд.: „Неохрон“ (1993), Превод: Милена Кабаджова, Красномир Крачунов.[4]
- The Male Response (1959)
- The Interpreter (1960)
- The Primal Urge (1961)
- Hothouse (1962)
Дългият следобед на Земята, изд.: „“ (1993), Превод: Теодора Давидова.[5]
- The Dark Light Years (1964)
- Greybeard (1964)
- Earthworks (1965)
- An Age (1967)
- Report on Probability A (1968)
- Barefoot in the Head (1969)
- Frankenstein Unbound (1973)
- The Eighty-Minute Hour: A Space Opera (1974)
- The Malacia Tapestry (1976)
- Brothers of the Head (1977)
- Enemies of the System (1978)
- Moreau's Other Island (1980)
- Ruins (1987)
- Dracula Unbound (1991)
- Graubart (1991)
- White Mars (1999) – с Роджър Пенроуз
- Super-State (2002)
- Sanity and the Lady (2005)
- Jocasta (2006)
- HARM (2007)
- Walcot (2010)

### Сборници
- Space, Time and Nathaniel (1957)
- The Canopy of Time (1959)
- No Time Like Tomorrow (1959)
- The Airs of Earth (1963)
- Starswarm (1964)
- Best Science Fiction Stories of Brian Aldiss (1965)
- The Saliva Tree and Other Strange Growths (1966)
- Intangibles Inc. and Other Stories (1969)
- The Moment of Eclipse (1970)
- Neanderthal Planet (1970)
- The Book of Brian Aldiss (1972)
- Last Orders and Other Stories (1977)
- New Arrivals, Old Encounters (1979)
- Equator (1980)
- Foreign Bodies (1981)
- Seasons in Flight (1984)
- Science Fiction Blues (1988)
- A Tupolev Too Far and Other Stories (1993)
- The Secret of This Book (1995)
- Supertoys Last All Summer Long: and Other Stories of Future Time (2001)
- Cultural Breaks (2005)